# Lê Hùng Dũng (chính khách)
 Lê Hùng Dũng (sinh năm 1957) là một chính khách Việt Nam. Ông nguyên là Phó Bí thư Thành ủy, Chủ tịch Ủy ban nhân dân Thành phố Cần Thơ khóa VIII, nhiệm kỳ 2011–2016, nguyên Phó Trưởng ban Chỉ đạo Tây Nam Bộ.

## Lý lịch và học vấn
Lê Hùng Dũng sinh ngày 5 tháng 6 năm 1957, quê quán xã Phong Thạnh Tây, huyện Giá Rai, tỉnh Bạc Liêu;
Ngày vào Đảng Cộng sản Việt Nam: 1/6/1987;
Trình độ văn hóa 12/12, trình độ Chính trị cử nhân, trình độ chuyên môn bác sĩ chuyên khoa II, Thầy thuốc nhân dân.

## Sự nghiệp
Trước khi được bầu bổ sung chức vụ Chủ tịch Ủy ban nhân dân thành phố Cần Thơ, Lê Hùng Dũng là Ủy viên Thường vụ Thành ủy, Phó Chủ tịch Thường trực Ủy ban nhân dân thành phố Cần Thơ nhiệm kỳ 2011 - 2016.
Sáng ngày 8/2/2014, tại kỳ họp thứ 10, Hội đồng nhân dân TP. Cần Thơ (phiên bất thường) đã bầu Lê Hùng Dũng, Phó Chủ tịch Thường trực Ủy ban nhân dân TP. Cần Thơ giữ chức Chủ tịch Ủy ban nhân dân TP. Cần Thơ nhiệm kỳ 2011 - 2016, với 100% đại biểu tán thành.
Ngày 28/2/2014, Thủ tướng Nguyễn Tấn Dũng đã phê chuẩn kết quả bầu bổ sung chức vụ Chủ tịch Ủy ban nhân dân thành phố Cần Thơ nhiệm kỳ 2011-2016 đối với ông Lê Hùng Dũng.
Sáng ngày 12/11/2015, Hội đồng nhân dân thành phố Cần Thơ đã họp bất thường miễn nhiệm chức vụ Chủ tịch Ủy ban nhân dân thành phố Cần Thơ đối với Lê Hùng Dũng để nhận nhiệm vụ mới.
Chiều ngày 3/12/2015, theo quyết định của Ban Bí thư, ông Lê Hùng Dũng được bổ nhiệm giữ chức Phó trưởng Ban Chỉ đạo Tây Nam Bộ.
Ngày 29/6/2017, ông Vương Đình Huệ đã trao quyết định của Ban Bí thư đối với ông Lê Hùng Dũng, Phó Trưởng Ban Chỉ đạo Tây Nam Bộ, được nghỉ hưu theo chế độ.